# シド・クラフトの最終推理
『シド・クラフトの最終推理』(シド・クラフトのさいしゅうすいり)は、筒井大志による日本の漫画。『週刊少年ジャンプ』（集英社）において、2024年51号から2025年29号まで連載された。

## 沿革
2024年11月11日発売の『週刊少年ジャンプ』2024年50号にて新連載を発表。単行本発売前の2025年2月15日、16日にはYouTubeのジャンプチャンネルにて、ボイスコミックを公開。2025年6月16日発売の『週刊少年ジャンプ』2025年29号にて連載終了}。

## 作風
筒井にとって11作目、『週刊少年ジャンプ』では2度目となる連載作品。
『週刊少年ジャンプ』での前連載作品ぼくたちは勉強ができない同様筒井のデビュー作『エスプリト』での同作キャラクター「ガリオレ人形」が作中登場している。
話数カウントは「case.○」。

## あらすじ
周囲からの人望が厚くて数々の難事件を解決している名探偵シド・クラフト。彼の悩みは探偵をやりたいわけではないのに毎日のように身近で事件が発生すること。そして彼の周りには事件だけではなく、恋の事件も発生する。

## 登場キャラクター
声の項はボイスコミックの声優。
シド・クラフト
声 - 小野友樹、東海林亜祐（幼少期）　
本作の主人公。黒髪短髪。数多くの難事件を解決した名探偵であるが、本人はいたって探偵をやりたいわけではなく毎日のように身近で事件が起こるので解決しているだけである。そのため、あの女性に惚れるもその人物が事件の犯人だったというのがたびたびある。
エリオ・エヴリン
声 - 花守ゆみり
本作のヒロインの一人。長髪黒髪。語尾が「っす」で「バチクソ」が口癖な探偵シドの助手だが、その正体はペンネーム「レヴィ・オレイン」の恋愛小説家。冤罪をシドに助けられたことで心が動いてシドの探偵事務所の男性助手になるため男装する。しかし女性だとシド以外にはよくバレるがシドには正体を隠している。また、良家のお嬢様としての一面も持っている。
スフレ・フランベリ
声 - 渡谷美帆
本作のヒロインの一人。短髪金髪の警部。多くの事件を解決するシドに好感を持っている。不器用だが右手の銃たこが出来るほどの努力熱心で身体を鍛えている。一方でかなりのお人好しで、シドをフルネームで呼ぶ。張り込み中も食べるほどフィッシュ・アンド・チップスが好き。
ルル・シャノワール
本作のヒロインの一人。世間を騒がせる義賊『霧猫』の7代目。スタイルがいいピンクの長髪の女性。極力丁寧語で話す。代々泥棒の家系で先代の母から「シドを倒せ」と命令されている一方、大の読書好きで早く犯行を済ませて続きが読みたいと思っているが、シドに尽くルートを潰され、以来シドをライバル視するようになる。
ルーチェ
声 - 熊谷貴弘
男性。黒髪短髪でチョビ髭。ソフィアの許されざる恋の小説愛好家で火事があった際にシドに助けられる。文通相手で最初女性だと思っていたシドはガッカリするが、結局仲良くなる。なお、趣味で使うための島を所有しているなど、かなりの富豪でもある。

## 用語解説
シド・クラフト探偵事務所
シドが所長を務めている探偵事務所。助手エリオと二人で住んでいる。
ソフィアの許されざる恋
エリオがレヴィ・オレイン名義で描いている恋愛小説。これがきっかけでシドはルーチェと仲良くなる。

## コラボレーション
2025年4月4日、同作の単行本第1巻の発売を記念して、ぼくたちは勉強ができないとのコラボ読み切りが『少年ジャンプ+』にて公開された。

## 書誌情報
- 筒井大志『シド・クラフトの最終推理』集英社〈ジャンプ コミックス〉、既刊3巻（2025年8月4日現在）
  1. 「名探偵の宿命」 2025年4月4日発売[6][8]、ISBN 978-4-08-884453-4
  2. 「姿なき愛好家と名探偵の決意」 2025年6月4日発売[9]、ISBN 978-4-08-884555-5
  3. 「窮余の猫と新たなる標的」 2025年8月4日発売[10]、ISBN 978-4-08-884609-5